# Pion fortipes
Pion fortipes är en stekelart som först beskrevs av Johann Ludwig Christian Gravenhorst 1829.  Pion fortipes ingår i släktet Pion och familjen brokparasitsteklar. Arten är reproducerande i Sverige. Inga underarter finns listade i Catalogue of Life.